# Royal Louis (1759)
Pour les autres navires du même nom, voir Royal Louis.
Le Royal Louis est le quatrième exemplaire d'une série de six vaisseaux de ligne de premier rang de la Marine royale française. C'est un vaisseau de prestige à trois ponts destiné à montrer sur mer l'éclat et la puissance de la monarchie française. En service de 1762 à 1772, il ne participe cependant à aucune opération militaire et passe l'essentiel de sa carrière à quai. C'est aussi l'un des rares trois-ponts construit sous le règne de Louis XV, époque où pour des raisons financières les arsenaux français lancent essentiellement des deux-ponts de 64 à 80 canons.

## Construction et caractéristiques générales
Il est construit par l'ingénieur Jacques-Luc Coulomb, neveu de François Coulomb et futur ingénieur constructeur en chef de la marine (1765). Le bâtiment est mis en chantier à Brest le 1er juin 1758 et lancé en mai 1759.
Sa coque est en chêne. Le gréement, (mâts et vergues) est en pin, bois plus léger et souple. Les affûts des canons et des pompes sont en orme, les sculptures de la proue et de la poupe sont en tilleul et en peuplier, les poulies sont en gaïac. Les menuiseries intérieures sont en noyer. Les sculptures de la poupe et de la proue sont l’œuvre de Caffieri, illustre maître sculpteur dont la famille a contribué à l'évolution de la décoration navale. Les cordages et les voiles sont en chanvre.
Prévu pour pouvoir opérer pendant des semaines très loin de ses bases européennes s’il le faut, ses capacités de transport sont considérables. Il emporte pour trois mois de consommation d’eau, complétée par six mois de vin et d’eau douce. S’y ajoute pour cinq à six mois de vivres, soit plusieurs dizaines de tonnes de biscuits, farine, légumes secs et frais, viande et poisson salé, fromage, huile, vinaigre, sel, sans compter du bétail sur pied qui sera abattu au fur et à mesure de la campagne.
Il est de même dimension que le précédent, mais porte une artillerie moins importante (116 pièces au lieu de 124). Elle se répartit de la façon suivante : 
- le premier pont, percé à 16 sabords, porte trente-deux canons de 36 livres ;
- le second, percé à 17 sabords, porte trente-quatre canons de 24 livres ;
- le troisième, percé à 17 sabords, porte trente-quatre canons de 12 livres ;
- le gaillards avant porte six canons de canons de 8 livres ;
- le gaillard arrière dix canons de 8 livres[2].

Lorsque le Royal Louis doit tirer, le poids de la bordée est de 1 252 livres (à peu près 612 kg) et le double s’il doit faire feu simultanément sur les deux bords. Ses soutes doivent lui permettre d’embarquer plusieurs dizaines de tonnes de boulets pleins, de boulets ramés, de mitraille et plus de 35 tonnes de poudre noire.

## Une carrière essentiellement à quai
Il est mis en service le 8 juillet 1762 pendant la Guerre de Sept Ans, conflit qui a vu la flotte française connaitre de très lourdes défaites. Le ministre de la marine, Choiseul, veut relever le prestige de la flotte en lançant une expédition contre le Brésil qui rappellerait celle, victorieuse, de Duguay-Trouin sur Rio en 1711. Le Royal-Louis est naturellement désigné pour en prendre la tête, suivi par huit vaisseaux de ligne et dix transports de troupes. L’escadre est confiée à un marin expérimenté : Beaussier de l’Isle, et la troupe à un homme revenu auréolé de ses combats dans l’océan Indien : le comte d’Estaing. Tout est prêt, lorsqu’en novembre 1762 la publication des préliminaires de paix avec l'Angleterre met un terme au projet.
Le 11 du même mois, il appareille pour une campagne d'essais. Ses qualités nautiques se révèlent très médiocres : il n'est pas loin de chavirer dans un coup de vent à cause d’un manque d’assiette important. Pour remédier au problème, on décide le 20 suivant de l'alléger dans les hauts en faisant débarquer la troisième batterie. Armé ainsi en flûte avec seulement cinquante-huit pièces (28×36, 24×24 et 6×8), le Royal Louis effectue en 1763 une campagne de cinq mois et huit jours pour faire une démonstration et ravitailler les Iles du Vent et Saint-Domingue.
Comme les deux premiers bâtiments de la série, il passe ensuite l'essentiel de son temps à quai où il pourrit rapidement. Le lancement du Ville de Paris en 1764 et du Bretagne en 1766, trois-ponts de plus petite taille mais aux qualités nautiques supérieures déclasse en partie le Royal Louis. En réparation en 1771 alors que ses défauts de construction sont presque impossibles à corriger et que le ministère de la Marine souffre à nouveau de crédits limités, il est finalement rayé des effectifs l’année suivante et progressivement démantelé. Une partie de sa mâture est récupérée pour équiper la Bretagne.

## Galerie: modèle réduit duRoyal Louisau Musée de la Marine

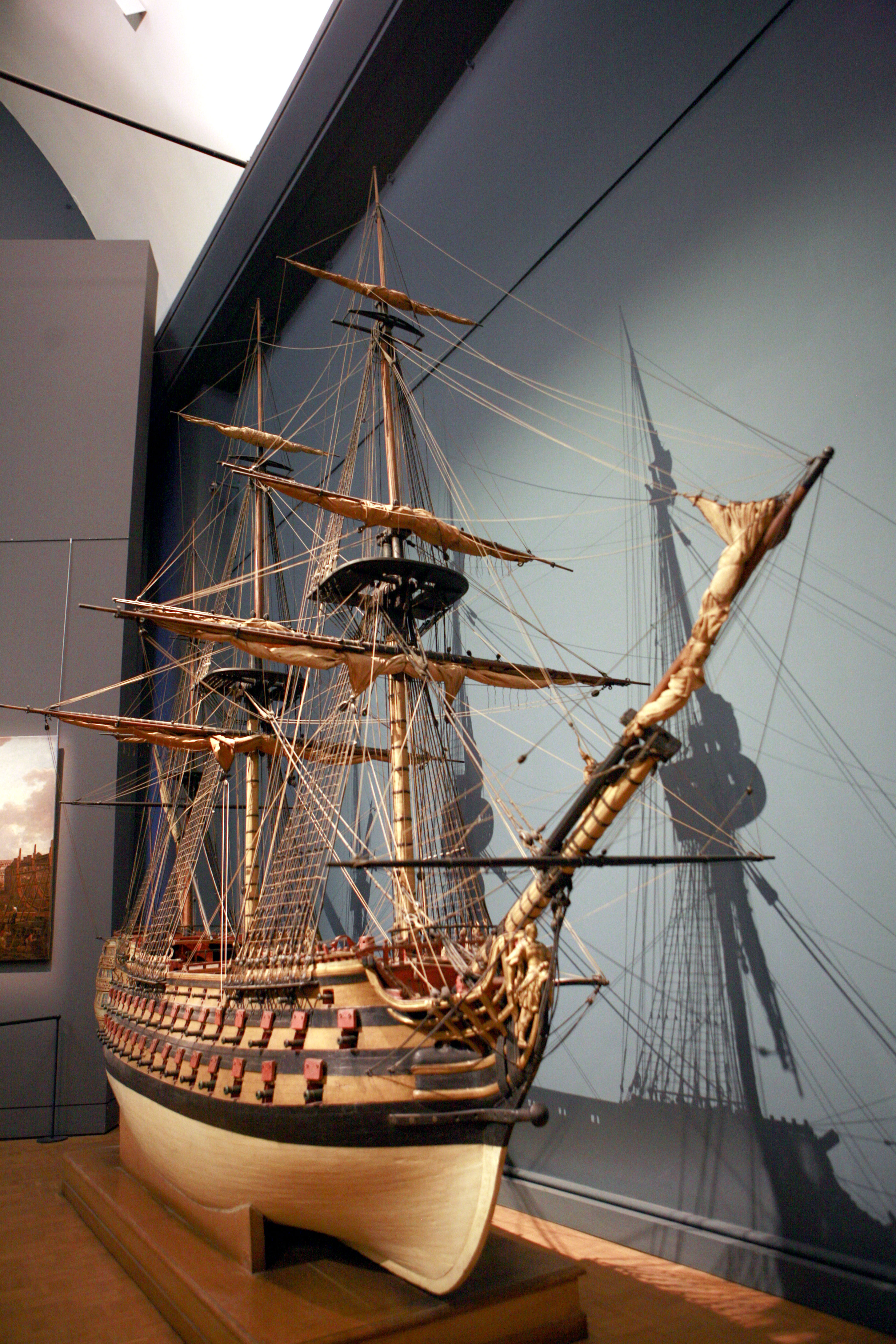
Modèle réduit du Royal Louis au 1/18ème vu de trois-quarts de face. Musée de la Marine, Paris.
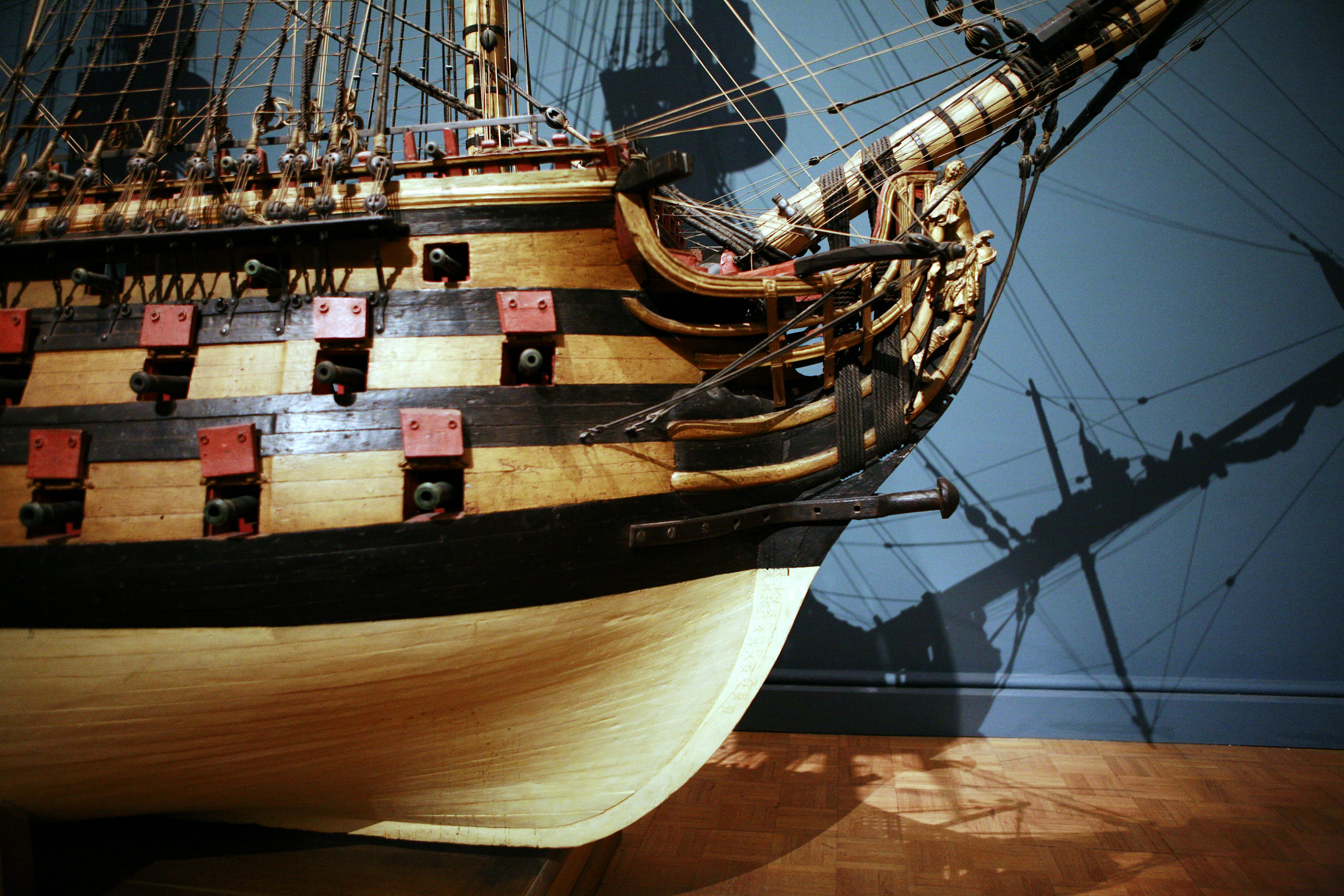
L’étrave du vaisseau et sa figure de proue sous le mât de beaupré.
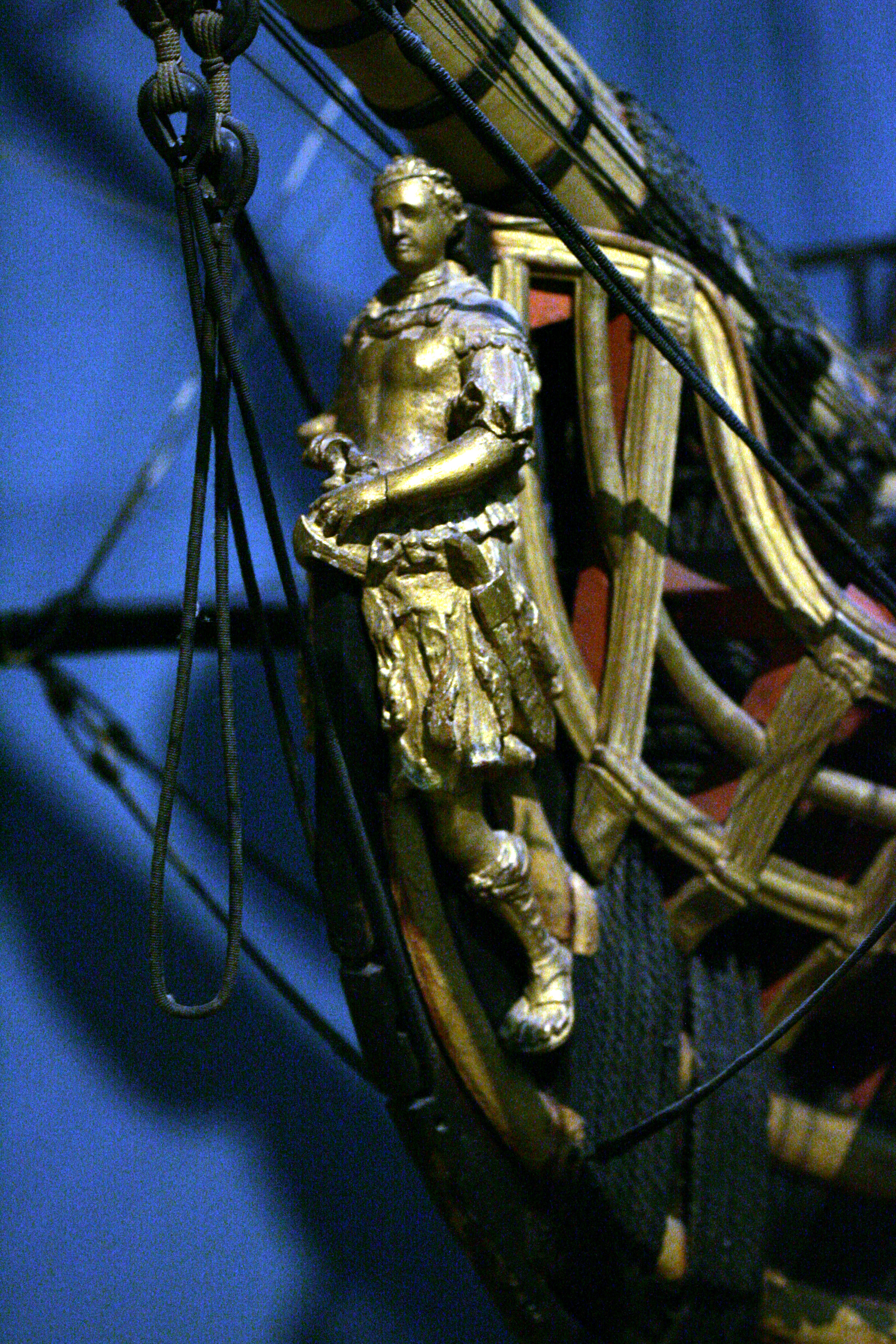
Détail de la figure de proue. Elle reprend un modèle d'empereur romain.
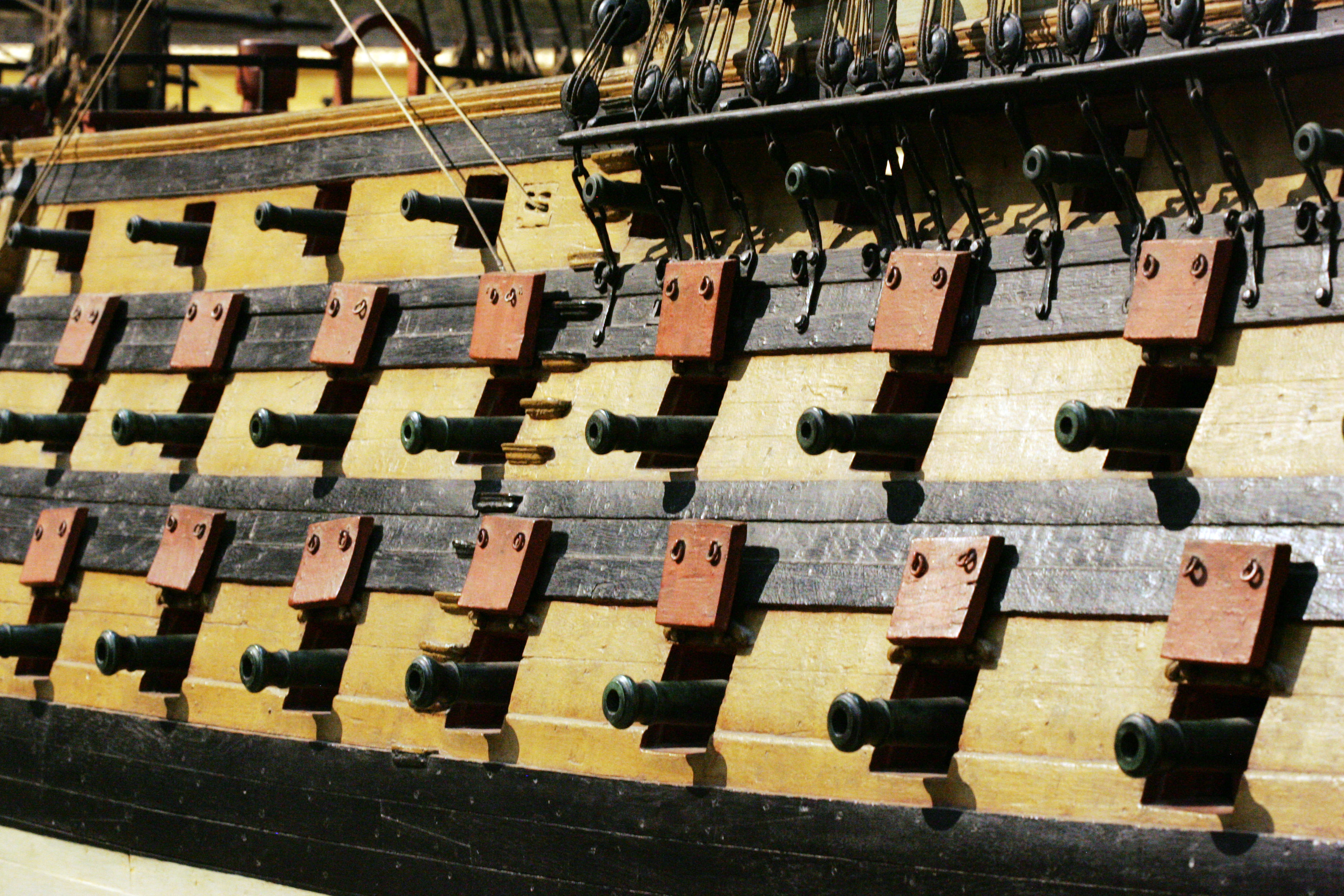
La muraille avec ses trois-ponts. À sa mise en service, le Royal Louis porte 116 canons.
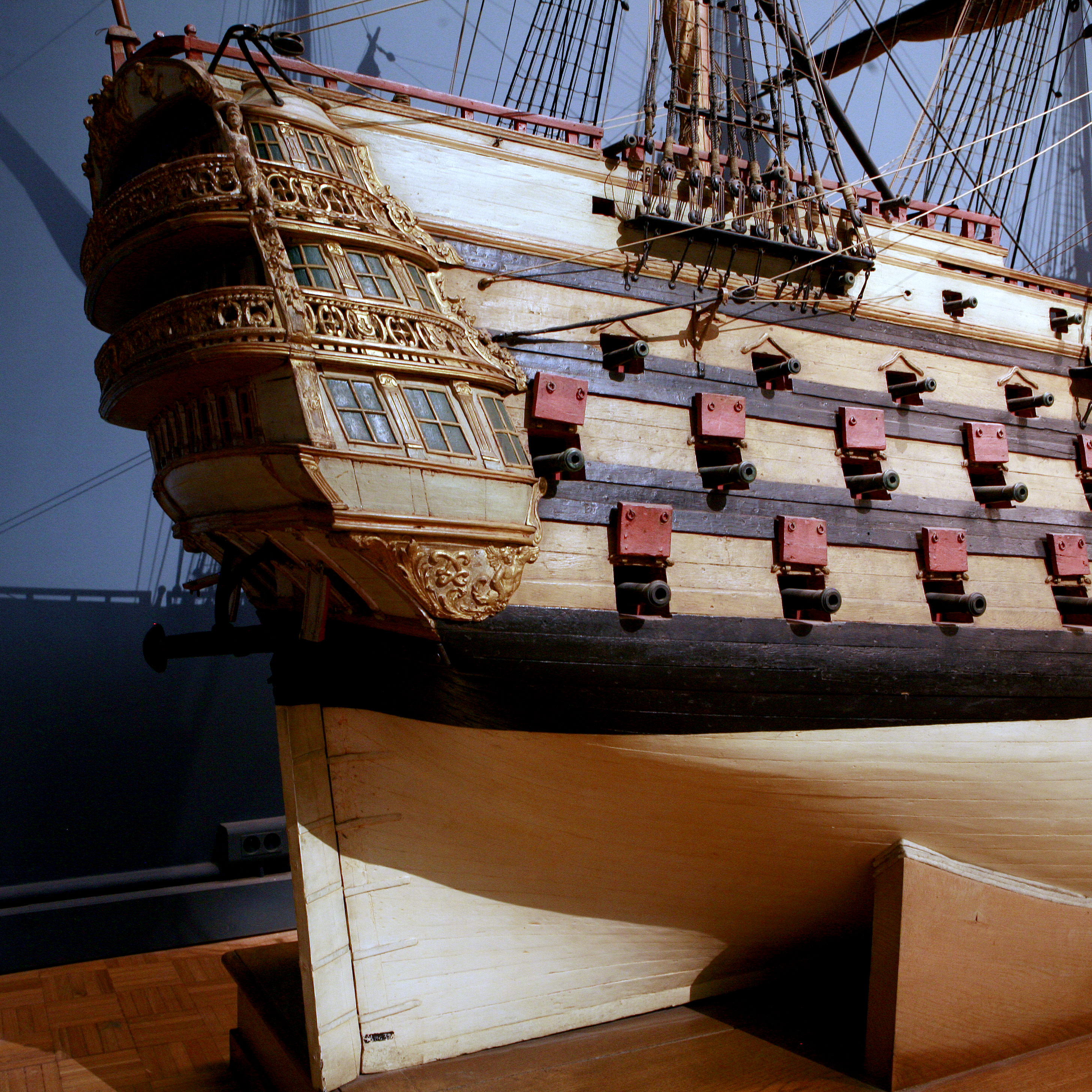
Le gouvernail surplombé du gaillard arrière, où se réunissent et où sont logés les officiers.
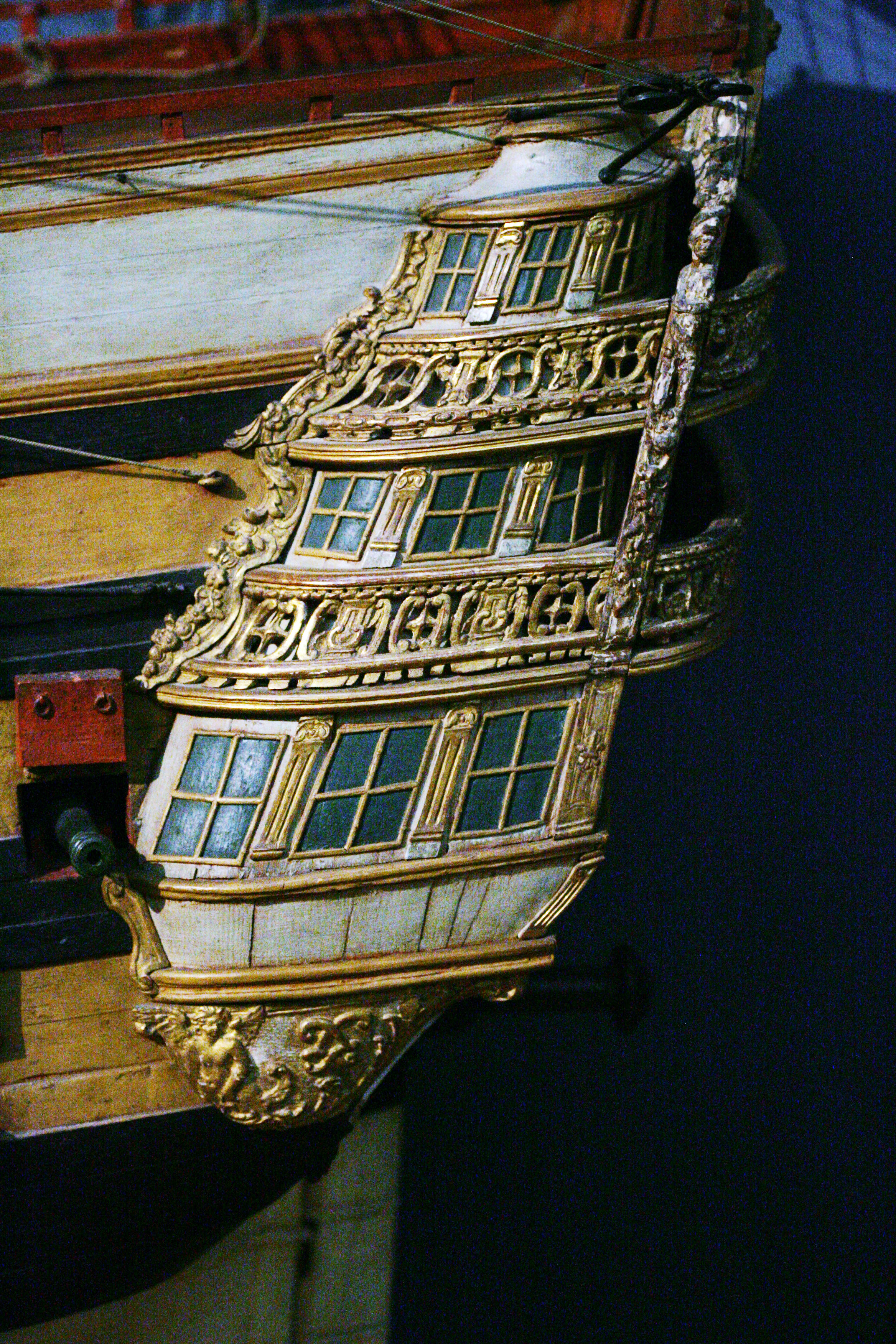
Détail du gaillard arrière, richement décoré. Les sculptures sont l’œuvre de Caffieri.
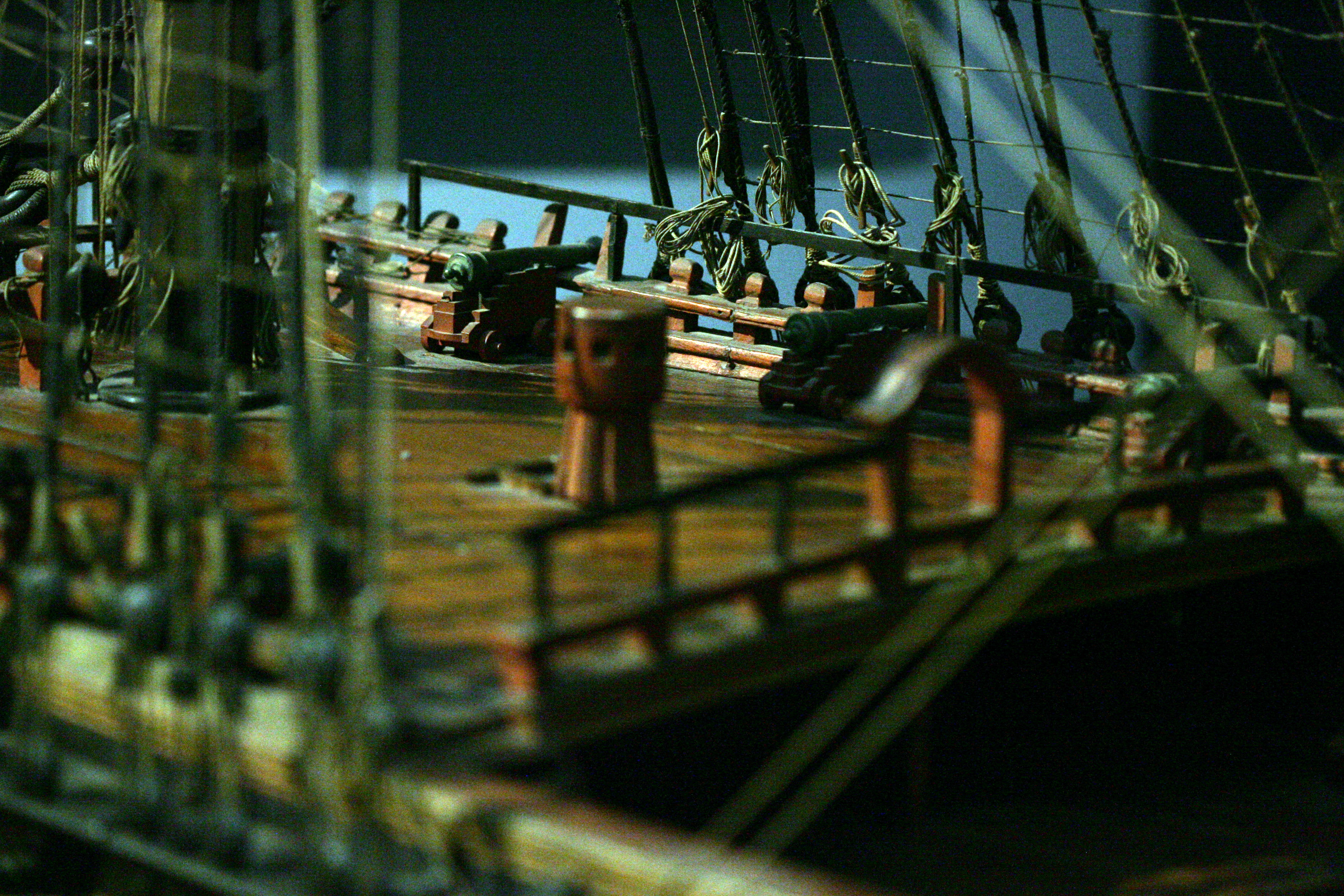
L’un des gaillards, avec à l'avant un cabestan et à l’arrière des canons de huit livres.
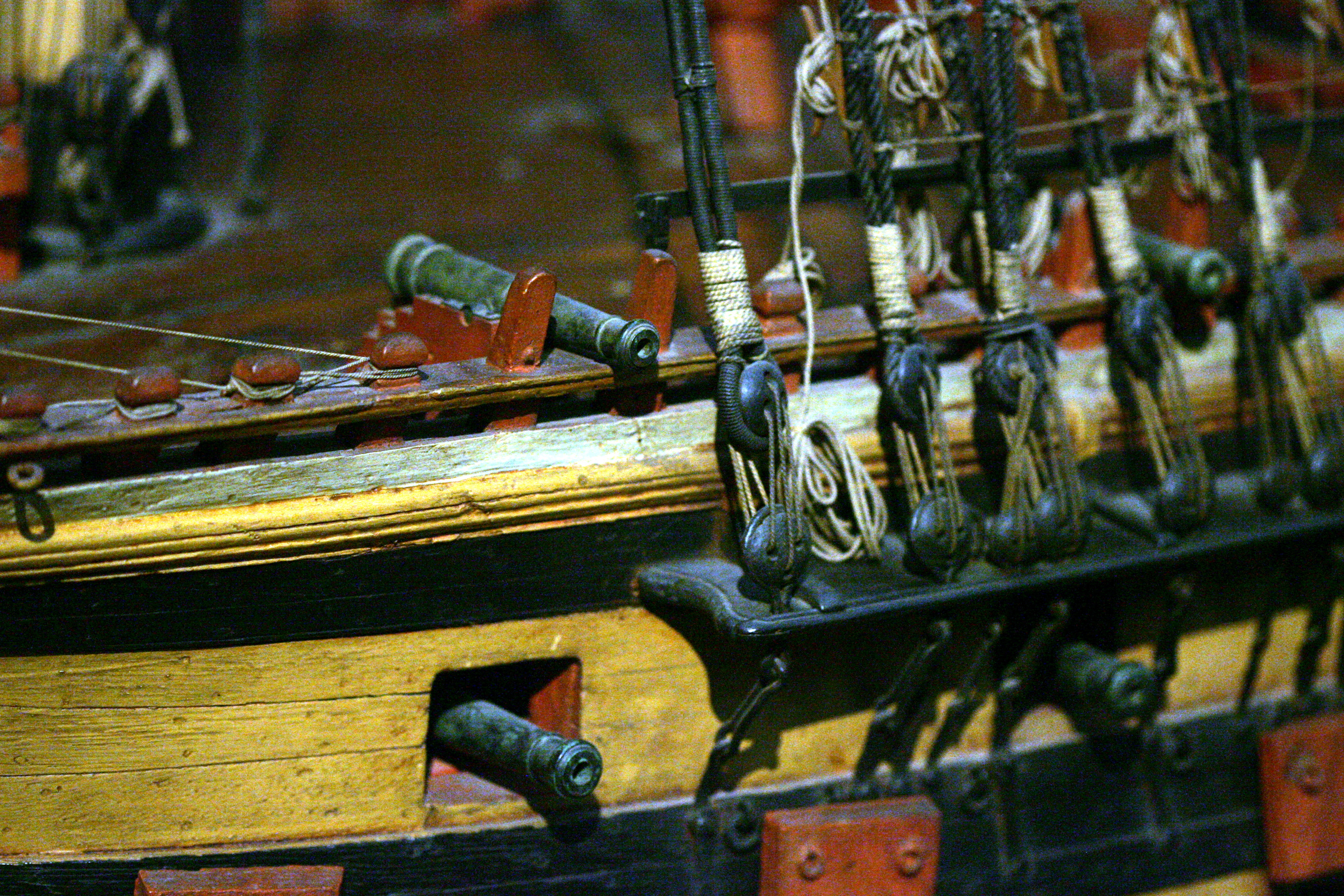
Détail du pont supérieur avec les haubans et les pièces de plus faible calibre.
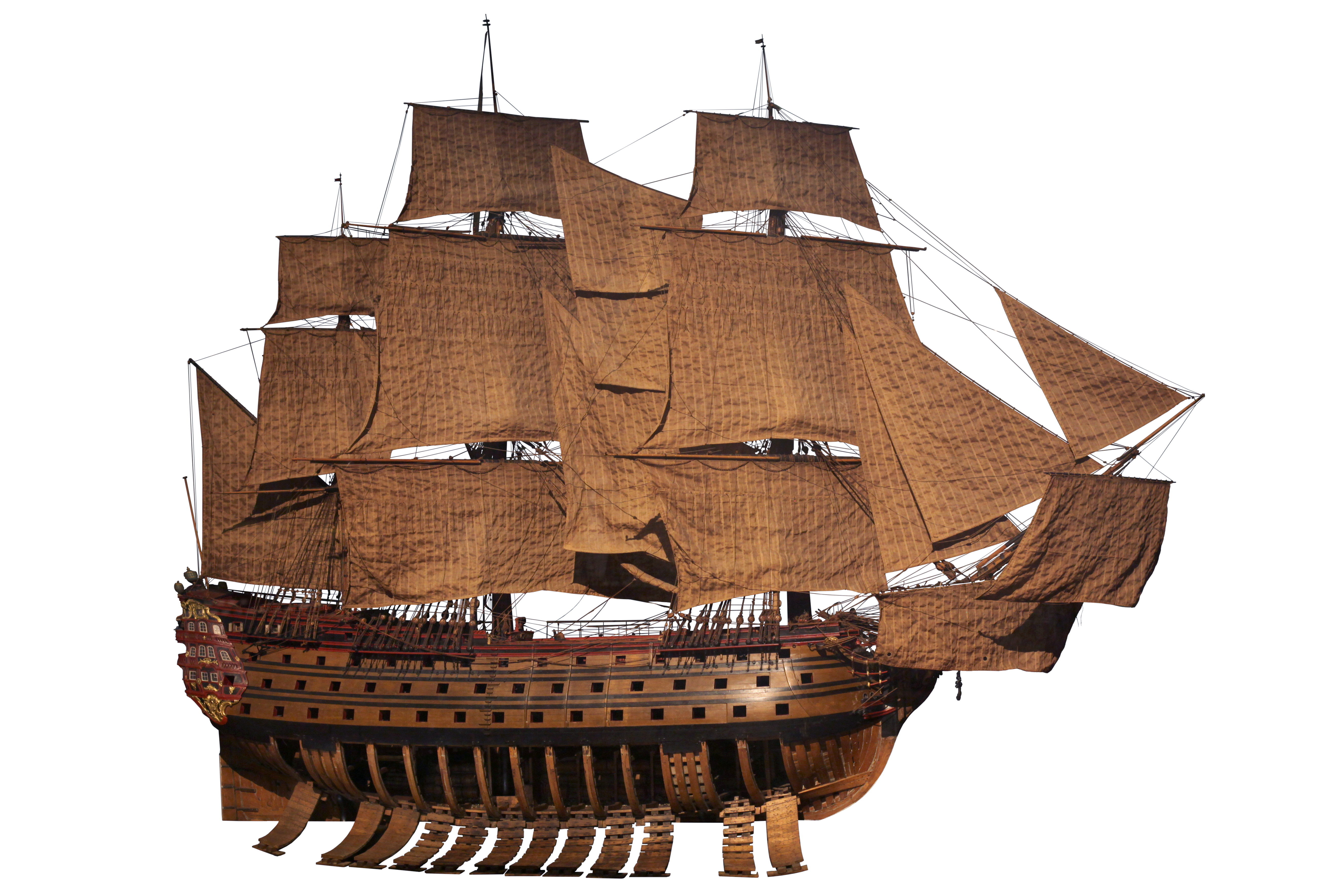
Modèle réduit dit du Sans-Pareil (en), navire non réalisé d'un type voisin du Royal Louis[15].